# Ercole Graziani l'Aîné
Pour les articles homonymes, voir Graziani.
À ne pas confondre avec l'autre peintre Ercole Graziani le Jeune.
Ercole Graziani l'Aîné, dit Ercolino, né en 1651 à Mezzolara (it), une frazione de Budrio et mort le 9 juin 1726 à Bologne, est un peintre et graveur baroque italien.

## Biographie
Ercole Graziani naît près de Bologne en 1651, dans le village de Mezzolara. Il devient un peintre de sujets religieux et travaille notamment à Rome, à la basilique Sainte-Marie-Majeure, et à Florence, où il réalise les peintures sur la façade du dôme de la cathédrale Santa Maria del Fiore. À Bologne, il travaille aux palais Pepoli et Caprara (en), tandis qu'il travaille sur le Palazzo Orazio à Venise. Il est connu pour avoir réalisé le blason sur les portiques de nombreux palais.
Il n'est pas un parent ou de la famille d'Ercole Graziani le Jeune, peintre né en 1688 et mort en 1765. Il a comme élève Carlo Giuseppe Carpi.

## Œuvres
Avec Giuseppe Maria Mazza, il décore les alcoves du Palazzo Bianconcini en 1704.
- La Libération de saint Pierre, huile sur toile, 146 × 192 cm, vendue par Christie's en 2000 pour 92 279 $ (USD)[5].